# Kyle Singler
Pour les articles homonymes, voir Singler.
Kyle Edward Singler, né le 4 mai 1988 à Medford dans l'Oregon est un joueur américain de basket-ball. Il évolue au poste d'ailier.

## Biographie

### Carrière universitaire
Il joue quatre saisons dans l'équipe universitaire des Blue Devils de Duke de 2007 à 2011. Il gagne le tournoi NCAA en 2010 et est nommé meilleur joueur du tournoi.

### Carrière professionnelle

#### Pistons de Détroit (2011 - fév.2015)
Le 23 juin 2011, lors de la draft 2011 de la NBA, Kyle Singler est choisi en 33e position, lors du second tour, par les Pistons de Détroit.
Il part jouer en Espagne, d'abord 10 matches au CB Lucentum Alicante, puis au Real Madrid.

#### Thunder d'Oklahoma City (fév.2015 - 2018)
Le 19 février 2015, il est transféré au Thunder d'Oklahoma City avec D.J. Augustin, Enes Freedom, Steve Novak et un second tour de draft 2019 contre Reggie Jackson, Grant Jerrett, Kendrick Perkins, les droits de draft de Tibor Pleiss et un premier tour de draft 2018.
Le 1er juillet 2015, il resigne pour 25 000 000$ sur 5 ans avec le Thunder d'Oklahoma City.
Le 31 août 2018, il est libéré de son contrat par le Thunder.

#### Obradoiro CAB (2018–2019)
Le 30 septembre 2018, il signe avec l'équipe espagnole d'Obradoiro CAB.

#### Iberostar Tenerife (juin - oct.2019)
Le 27 juin 2019, il signe un contrat d'un an avec l'équipe espagnole d'Iberostar Tenerife.

#### Retraite
Le 17 octobre 2019, il annonce sa retraite de basketteur professionnel pour des raisons personnelles.

## Statistiques

### Universitaires
Les statistiques en matchs universitaires de Kyle Singler sont les suivantes :
| Saison    | Équipe | Matchs | Titul. | Min./m | % Tir | % 3pts | % LF | Rbds/m. | Pass/m. | Int/m. | Ctr/m. | Pts/m. |
| --------- | ------ | ------ | ------ | ------ | ----- | ------ | ---- | ------- | ------- | ------ | ------ | ------ |
| 2007-2008 | Duke   | 34     | 34     | 28,6   | 45,7  | 34,0   | 77,4 | 5,82    | 1,41    | 1,06   | 0,74   | 13,26  |
| 2008-2009 | Duke   | 37     | 36     | 32,3   | 44,1  | 38,3   | 71,3 | 7,68    | 2,41    | 1,54   | 1,03   | 16,46  |
| 2009-2010 | Duke   | 40     | 40     | 35,9   | 41,5  | 39,9   | 79,8 | 7,00    | 2,40    | 1,02   | 0,80   | 17,68  |
| 2010-2011 | Duke   | 37     | 37     | 34,8   | 43,0  | 32,1   | 80,6 | 6,84    | 1,62    | 0,92   | 0,32   | 16,89  |
| Total     | Total  | 148    | 147    | 33,0   | 43,3  | 36,3   | 77,3 | 6,86    | 1,98    | 1,14   | 0,72   | 16,16  |

### Professionnelles

#### Saison régulière NBA
| Saison    | Équipe        | Matchs | Titul. | Min./m | % Tir | % 3pts | % LF | Rbds/m. | Pass/m. | Int/m. | Ctr/m. | Pts/m. |
| --------- | ------------- | ------ | ------ | ------ | ----- | ------ | ---- | ------- | ------- | ------ | ------ | ------ |
| 2012-2013 | Détroit       | 82     | 74     | 28,0   | 42,8  | 35,0   | 80,6 | 4,02    | 0,94    | 0,70   | 0,45   | 8,78   |
| 2013-2014 | Détroit       | 82     | 36     | 28,5   | 44,7  | 38,2   | 82,6 | 3,70    | 0,91    | 0,74   | 0,46   | 9,56   |
| 2014-2015 | Détroit       | 54     | 40     | 23,8   | 40,0  | 40,6   | 80,6 | 2,57    | 1,24    | 0,61   | 0,26   | 7,13   |
| 2014-2015 | Oklahoma City | 26     | 18     | 17,6   | 33,3  | 37,0   | 68,8 | 2,12    | 0,69    | 0,54   | 0,27   | 3,65   |
| 2015-2016 | Oklahoma City | 68     | 2      | 14,4   | 38,9  | 30,9   | 65,9 | 2,07    | 0,35    | 0,44   | 0,13   | 3,40   |
| 2016-2017 | Oklahoma City | 32     | 2      | 12,0   | 41,0  | 18,9   | 76,5 | 1,50    | 0,28    | 0,22   | 0,16   | 2,75   |
| 2017-2018 | Oklahoma City | 12     | 0      | 4,9    | 33,3  | 40,0   | 53,8 | 0,83    | 0,17    | 0,08   | 0,00   | 1,92   |
| Carrière  | Carrière      | 356    | 172    | 21,9   | 41,8  | 36,2   | 78,6 | 2,88    | 0,76    | 0,57   | 0,31   | 6,53   |

Dernière mise à jour le 30 juin 2023

#### Playoffs NBA
| Saison   | Équipe        | Matchs | Titul. | Min./m | % Tir | % 3pts | % LF | Rbds/m. | Pass/m. | Int/m. | Ctr/m. | Pts/m. |
| -------- | ------------- | ------ | ------ | ------ | ----- | ------ | ---- | ------- | ------- | ------ | ------ | ------ |
| 2016     | Oklahoma City | 6      | 0      | 8,4    | 33,3  | 50,0   | 0,0  | 1,17    | 0,00    | 0,17   | 0,00   | 1,33   |
| 2017     | Oklahoma City | 1      | 0      | 10,4   | 0,0   | 0,0    | 0,0  | 1,00    | 0,00    | 0,00   | 0,00   | 0,00   |
| Carrière | Carrière      | 7      | 0      | 8,7    | 30,0  | 50,0   | 0,0  | 1,14    | 0,00    | 0,14   | 0,00   | 1,14   |

Dernière mise à jour le 30 juin 2023

## Records sur une rencontre en NBA
Les records personnels de Kyle Singler officiellement recensés par la NBA sont les suivants :
| Type de statistique        | Saison régulière | Saison régulière          | Saison régulière |
| Type de statistique        | Record           | Adversaire                | Date             |
| -------------------------- | ---------------- | ------------------------- | ---------------- |
| Points                     | 22               | Hawks d'Atlanta           | 22 novembre 2013 |
| Paniers marqués            | 9                | 2 fois                    |                  |
| Paniers tentés             | 17               | 2 fois                    |                  |
| Paniers à 3 points réussis | 5                | @ Grizzlies de Memphis    | 15 novembre 2014 |
| Paniers à 3 points tentés  | 7                | 4 fois                    |                  |
| Lancers francs réussis     | 8                | Cavaliers de Cleveland    | 12 février 2014  |
| Lancers francs tentés      | 8                | 3 fois                    |                  |
| Rebonds offensifs          | 5                | 6 fois                    |                  |
| Rebonds défensifs          | 8                | Trail Blazers de Portland | 26 novembre 2012 |
| Rebonds totaux             | 10               | 2 fois                    |                  |
| Passes décisives           | 5                | 2 fois                    |                  |
| Interceptions              | 5                | Kings de Sacramento       | 11 mars 2014     |
| Contres                    | 4                | @ Rockets de Houston      | 10 novembre 2012 |
| Balles perdues             | 6                | Suns de Phoenix           | 11 janvier 2014  |
| Minutes jouées             | 46               | 2 fois                    |                  |

- Double-double : 2 (au 30/12/2014)
- Triple-double : aucun.